# Mistrzostwa Polski w Pięcioboju Nowoczesnym 2017
Mistrzostwa Polski w Pięcioboju Nowoczesnym 2017 – 64. edycja mistrzostw, która odbyła się w międzynarodowej obsadzie w dniach 17–18 czerwca 2017 roku w Drzonkowie.
Wśród mężczyzn triumfował Łukasz Gutkowski z Bielanów Warszawa, wśród kobiet Anna Maliszewska z Żoliborza Warszawa. W zawodach udział wzięły reprezentacje Czech, Finlandii, Niemiec, Ukrainy, Węgier i Włoch oraz zawodnicy polskich klubów: Bielany Warszawa, Dwójka Gdańsk, Dwójka Tczew, Kapry-Armexim Pruszków, Legia Warszawa, UKS Starogard Gdański, ZKS Drzonków, Żoliborz Warszawa. Wraz z zawodami seniorów odbyły się również zawody młodzieżowców U-24 i U-22.

## Wyniki

### Mężczyźni
| Miejsce | Zawodnik           | Klub/Repr.       | Wynik     |
| ------- | ------------------ | ---------------- | --------- |
| 1.      | Fabian Liebig      | Niemcy           | 1459 pkt. |
| 2.      | Alexander Nobis    | Niemcy           | 1456 pkt. |
|         | Łukasz Gutkowski   | Bielany Warszawa | 1444 pkt. |
| 4.      | Andriej Fiedeczko  | Ukraina          | 1430 pkt. |
| 5.      | Gergő Bruckmann    | Węgry            | 1429 pkt. |
| 6.      | Matthias Sandten   | Niemcy           | 1425 pkt. |
|         | Jarosław Świderski | Bielany Warszawa | 1421 pkt. |
| 8.      | Marek Grycz        | Czechy           | 1420 pkt. |
|         | Szymon Staśkiewicz | ZKS Drzonków     | 1414 pkt. |

### Kobiety
| Miejsce | Zawodnik            | Klub/Repr.             | Wynik     |
| ------- | ------------------- | ---------------------- | --------- |
|         | Anna Maliszewska    | Żoliborz Warszawa      | 1341 pkt. |
|         | Oktawia Nowacka     | Legia Warszawa         | 1336 pkt. |
| 3.      | Eliska Přibylová    | Czechy                 | 1330 pkt. |
|         | Natalia Dominiak    | ZKS Drzonków           | 1317 pkt. |
| 5.      | Janine Kohlmann     | Niemcy                 | 1303 pkt. |
| 6.      | Marta Kobecka       | Kapry-Armexim Pruszków | 1295 pkt. |
| 7.      | Natalia Hachulska   | Żoliborz Warszawa      | 1286 pkt. |
| 8.      | Barbora Ciprová     | Czechy                 | 1274 pkt. |
| 9.      | Aranka Chalupníková | Czechy                 | 1264 pkt. |